# Sygeplejestuderendes Landssammenslutning
Sygeplejestuderendes Landsammenslutning, i forkortet form SLS, er en studenterorganisation, der organiserer sygeplejestuderende i Danmark. SLS arbejder for de sygeplejestuderendes vilkår og for at sikre, forbedre og udvikle uddannelsen til sygeplejerske.
SLS er en del af Dansk Sygeplejeråd. Sammenslutningen består af afdelinger på stort set samtlige af landets 23 uddannelsessteder. Dertil kommer en række regionsbestyrelser og en landsbestyrelse.
SLS blev dannet i 2001 og organiserer i dag omkring 7.000 medlemmer.[kilde mangler] Medlemmerne skifter automatisk til Dansk Sygeplejeråd, når de afslutter sygeplejerskestudiet.  
Forpersonen for SLS har plads i Dansk Sygeplejeråds hovedbestyrelse, og SLS har seks mandater på Dansk Sygeplejeråds kongres. 

## Organisation
SLS arbejder både lokalt, regionalt og på landsplan. På de fleste af landets 23 uddannelsessteder (tidl. kendt som sygeplejeskoler) er der en afdeling af SLS.
Regionalt er SLS organiseret i fem regionsbestyrelser, der sammen med Dansk Sygeplejeråds kredse arbejder på at påvirke regionale forhold for studerende, blandt andet i mødet med professionshøjskoler, der står for selve uddannelsen, samt regioner og kommuner, der har ansvar for praktikken/den kliniske undervisning.  
På det nationale niveau koordinerer SLS’ landsbestyrelse det overordnede arbejde i organisationen. Landsbestyrelsen består af forretningsudvalget samt regionskoordinatorerne fra de fem regionsbestyrelser. Øverste myndighed er årsmødet, der vælger forretningsudvalget. Forretningsudvalget, der består af forperson, næstforperson og op til fire menige medlemmer, er organisationens daglige ledelse. 
Alt i alt har SLS omkring 225 aktive medlemmer lokalt, regionalt og nationalt.
SLS er repræsenteret i en række råd og udvalg, fx Uddannelsesministeriets nedsatte styregruppe for sygeplejerskeuddannelsen. SLS er desuden med i nationale netværk og organisationer som Fagbevægelsens Ungdom, Uddannelsesalliancen og Elev- og studenterbevægelsen samt i internationale organisationer for sygeplejestuderende. Organisationen har sekretariat i Kvæsthuset på Sankt Annæ Plads i København. 

## Samarbejde med Dansk Sygeplejeråd
SLS er en del af Dansk Sygeplejeråd og har et tæt samarbejde på både det politiske og det organisatoriske område.
SLS har ifølge Dansk Sygeplejeråds love 6 pladser i Dansk Sygeplejeråds kongres. SLS' forperson er desuden født medlem af Dansk Sygeplejeråds hovedbestyrelse. 

## Den politiske ledelse i Sygeplejestuderendes Landssammenslutning
| År        | Forperson                                                                               | Næstforperson | Forretningsudvalg |
| --------- | --------------------------------------------------------------------------------------- | --- | --- |
| 2000-2001 | Laila Mohrsen Busted                                                                    | Bjarke Thyregod Petersen | |
| 2001-2002 | Mette Sofie Haulrich*                                                                   | Bjarke Thyregod Petersen | |
| 2002-2003 | Marlene Eskildsen                                                                       | Sarah Kruckow | |
| 2003-2004 | Mia Lund                                                                                | Trine Stougaard Madsen | |
| 2004-2005 | Pernille S. Bach                                                                        | Stine Timm Chahid | |
| 2005-2006 | Signe Hagel Andersen                                                                    | Ståle B. Skaar | |
| 2006-2007 | Signe Hagel Andersen                                                                    | Line G Knudsen | |
| 2007-2008 | Kirsten Salling Rasmussen                                                               | Mads Dippel Rasmussen | |
| 2008-2009 | Anja Refsgaard                                                                          | Mads Dippel Rasmussen | |
| 2009-2010 | Judit Kyed Jensen                                                                       | Anna Schjerning | |
| 2010-2011 | Julie Asp Vonsild                                                                       | Anne Jørgensen | |
| 2011-2012 | Niklas Kline Lange                                                                      | Kristine Louise Sørensen | |
| 2012-2013 | Marie Nagel Christensen                                                                 | Anders Gregers Lind | |
| 2013-2014 | Mette Kästner Jacobsen                                                                  | Melanie Clivaz-Nielsen | |
| 2014-2015 | Sanne Fuglsang Nyquist                                                                  | Morten Lendal Petersen | |
| 2015-2016 | Rasmus Vincent Dedenroth/Morten Lendal Petersen**                                       | Morten Lendal Petersen/Martin Locht Pedersen                                                                                         | |
| 2016-2017 | Helle Yndgaard Storm                                                                    | Emilie Haug Rasch | |
| 2017-2018 | Emilie Haug Rasch                                                                       | Elisa Valentina Landgreen | |
| 2018-2019 | Kamilla Kjeldgaard Futtrup                                                              | Anne Vagner Christensen | Sebastian Kongskov Larsen Nicoline Sjøberg Betina Ballhorn Pedersen |
| 2019-2020 | Kamilla Kjeldgaard Futtrup                                                              | Sebastian Kongskov Larsen | Trine Johansen Rasmussen Julie Jørgensen Kasper Madsen Julie Bjerg Jakobsen |
| 2020-2021 | Julie Bjerg Jakobsen                                                                    | Laura Caroline Jensen | Sebastian Kongskov Larsen Siw Lykkebo Jacobsen Emma Valsted Kaptain Kristina Krejberg Dalum |
| 2021-2022 | Julie Bjerg Jakobsen (juli-december 2021) Charlotte Gøtstad Sørensen (januar-juli 2022) | Laura Caroline Jensen (juli-august 2021) Charlotte Gøtstad Sørensen (september-december 2021) Bjarke Hørby Brandt (januar-juni 2022) | Lærke Marie Høgh Bünger Andreas Sønderby Nielsen Lou Adam Hawwa Vissing Julie Høj |
| 2022-2023 | Charlotte Gøtstad Sørensen                                                              | Maja Villadsen Laibjørn | Laura Maria Barrios Wesseltoft Victoria Dehn Funder Michelle Emmely Nielsen Toft Louise Skogemann |
| 2023-2024 | Trine Løvenskjold Nielsen                                                               | Lucas Otterstrøm Hyttel | Kathrine Hangaard (juli-november 2023) Mathilde Nørtoft Laursen Monica Hemdorff Eskegaard Sørensen (juli-december 2023) Nicolaj Laue Juhl Kristian Detlef Kjær-Petersen (december 2023-juli 2024) Magnus Omø Johansen (december 2023-juli 2024) |
| 2024-2025 | Nicolaj Laue Juhl                                                                       | Deniz Urgan | Karen Beck Jonasson Linn Aiyuan Elley Magnus Omø Johansen Mathilde Nørtoft Laursen |

* Mette Sofie Haulrich holdt barselsorlov i de sidste måneder af sin valgperiode, i den periode var Tina Petersen konstitueret formand.
** Den 24. maj 2016 overtog Morten Lendal Petersen posten som formand. SLS-Bestyrelsen konstituerede medlem af Forretningsudvalget Martin Locht Pedersen som ny næstformand.